# Броненосни крайцери тип „Инфанта Мария Тереза“
Инфанта Мария Тереза (на испански: Infanta Teresa Maria) са серия броненосни крайцери на испанския флот от края на XIX век. Всичко от проекта са построени три единици: „Инфанта Мария Тереза“ (на испански: Infanta Teresa Maria), „Алмиранте Окендо“ (на испански: Almirante Oquendo) и „Бискай“ (на испански: Vizcaya). Проектът представлява увеличен вариант на британските броненосни крайцери от типа „Орландо“. Всички кораби от този проект участват в Испано-американската война. Проектът е развит в крайцерите „Принцеса де Астуриас“.

## История на проекта и представители
След Каролинската криза от 1885 година (опит на немска канонерка да завземе през 1885 г. едноименните острови, испанско владение, в Тихия океан) правителството на Испания решава срочно да се поръчат шест броненосни крайцери, които базирани в метрополията да защитават колониалните владения на Испания по света при необходимост. Като образец за проекта били избрани британските броненосни крайцери тип „Орландо“. За разлика от тях испанските кораби следвало да са значително по-големи, с по-мощна силова установка и скорост съответно, по-бронирани и с по-голям калибър на артилерията. За построяването на корабите в Испания е създадено съвместно англо-испанско предприятие: „Sociedad Astilleros del Nervion“ и корабостроителница в Билбао, в която през 1889 г. са заложени първите три кораба на проекта:
| Име                                         | Заложен         | Спуснат на вода | Влязъл в строй | История |
| ------------------------------------------- | --------------- | --------------- | -------------- | --- |
| „Инфанта Мария Тереза“ Infanta Teresa Maria | 24 юли 1889     | 30 август 1890  | 28 август 1893 | изхвърлен на брега на 3 юли 1898 г. При буксирането към Норфолк за ремонт попада в силна буря и на 1 ноември 1898 г. потъва близо до остров Кет. |
| „Бискай“ Vizcaya                            | 7 октомври 1889 | 4 октомври 1891 | 2 август 1894  | изхвърлен на брега на 3 юли 1898 г. Корпусът на кораба е разрушен от взрив на погребите.                                                         |
| „Алмиранте Окендо“ Almirante Oquendo        | 16 ноември 1889 | 4 октомври 1891 | 21 август 1895 | изхвърлен на брега на 3 юли 1898 г. Корпусът на кораба е разрушен от взрив на погребите.                                                         |

Едновременно три кораба са заложени във военноморските корабостроителници в Картахена, Ферол и Кадис, но тъй като строежа се проточва в проекта са внесени много сериозни изменения и тези кораби – „Принцеса де Астуриас“, „Каталуня“ и „Кардинал Сиснерос“ се превръщат в съвсем различен тип крайцери.

## Конструкция

### Корпус
Крайцерите имат стоманен високоборден гладкопалубен корпус с таранен нос. Силуетът, с издигащите се над централната надстройка две мачти и леко наклонени назад комини, е определен като елегантен и изящен. Корабите имат добра мореходност и отлична маневреност, но липсата на медна обшивка върху подводната част създава риск от натрупване на ракообразни и водорасли по корпуса при дълго плаване в топли води, а голямото количество дървени детайли използвани по надстройките и вътрешните помещения прави крайцерите уязвими за пожари по време на сражение.

### Силова установка
Корабите са двувинтови, задвижвани от две 3 цилиндрови вертикални парни машини с тройно разширение, произведени в Испания по британски лиценз. Машините имат по шест огнетръбни котли (три двойни) в две котелни отделения. Мощността на машините следва да бъде около 9000 к.с. при естествена тяга и 13 000 к.с. – при форсиране. Скоростта следва да бъде 18 и 19,5 възела съответно. Фактически на изпитанията при приемането на корабите те постигнали 20 възела скорост. Крайцерите имат 1050 t нормален запас въглища, което е достатъчно за 10 000 мили икономична далечина на плаване на 10 възела скорост.

### Брониране
Дебелата бордова броня на корабите от този тип била характерна за броненосец, а не за крайцер, но недостатък е малката площ по бордовете, която покрива пояса. Бронепоясът имал дебелина 12 дюйма, но е широк само 1,68 m, като над водолинията, при нормално натоварване, са само 46 sm. Бронираният пояс е дълъг на 2/3 от дължината на корпуса (66,5 m), носа и кърмата на кораба са незащитени. Отпред и отзад бронепоясът е затворен с бронирани траверси, със същата дебелина. Бордовата броня отгоре е прикрита с бронирана палуба с дебелина 2 дюйма, а по скосовете – 3 дюйма, но от обикновена стомана.
Механизмите на кораба, които са над палубата са защитени с невисок гласис от наклонени плочи с 6 дюймова дебелина, покрити с 2 дюймови капаци. Оръдията на главния калибър имат бронирани барбети, дебели 10 дюйма и покрити отгоре с бронирани полусфери, които са дебели 4 дюйма. Подемниците за подаване на боеприпаси към тях са защитени от тръба с 8 дюймова броня.

### Въоръжение
Главен калибър на крайцера са две 280 mm (11 дюймови) оръдия на испанската фирма „Онтория“ в носова и кърмова кули. Среден калибър са десет 140 mm (5,5 дюйма) оръдия на същата фирма, поставени зад бронещитове в средната част на горната палуба (по пет на борд). Крайните оръдия са изведени на спонсони и могат да стрелят по носа и по кърмата. Малокалибрената артилерия, за борба с миноносците, са осем 57 mm (6 фунтови) оръдия „Норденфелд“ и осем 37 mm оръдия на „Хочкис“, разположени на долната батарейна палуба. На марсовете на мачтите имало две 11 mm митральози. Минното въоръжение на крайцера са осем 356 mm (14 дюйма) торпедни апарата „Шварцкопф“ – четири неподвижни по два на носа и кърмата и четири подвижни по два на борд.
Оръдията испанско производство са остаряла система и много ненадежни, която още повече нараства след поставянето по 5,5 дюймовите оръдия на нови модернизирани затвори за увеличаване на скорострелността. С ниско качество са и боеприпасите. По думите на адмирал Паскуал Сервера, командир на ескадрата испански кораби във войната със САЩ: „От 3000 снаряда за оръдията „Онтория“ (по 100 снаряда за 30 140 mm оръдия) само 620 могат да се използват, останалите са абсолютно безполезни.“

## История на службата
Крайцерите попълват испанския флот както следва „Инфанта Мария Тереза“ – през 1893, „Бискай“ – през 1894, а „Алмиранте Окендо“ през 1895 г., още преди да се монтира на тях цялото въоръжение. След завършване на монтажа на главния калибър трите еднотипни крайцера образуват основата на испанския флот – т.нар. „Практическа ескадра“. „Инфанта Мария Тереза“ представлява Испания на откриването на канала в Кил през 1895 г. А през 1897 г. „Инфантата“ посещава Ню Йорк, а „Бискай“ участва в международното изложение в Спитхед (Англия) по случай 60-а годишнина от коронясването на кралица Виктория. През същата година „Бискай“ отива в Куба, където 9 месеца служи като стационар в Хавана.
Януари 1898 г., след пристигането в Хавана на американския броненосен крайцер „Мейн“ „Бискай“ е изпратен с насрещно посещение в Ню Йорк. След взрива на „Мейн“, на 15 февруари 1898 г., испано-американските отношения рязко се влошават и „Бискай“ по спешност е отзован в Хавана, където пристига и „Алмиранте Окендо“. Под натиска на вероятността от война двата крайцера напускат Хавана и се насочват към островите Зелен нос, където се съединяват с „Инфанта Мария Тереза“ и купения от Италия нов броненосен крайцер „Кристобал Колон“ и три ескадрени миноносеца. Няколко дни след обявяването на испано-американската война, ескадрата, под командването на контраадмирал Паскуал Сервера, се насочва към бреговете на Куба, макар и сериозно да отстъпва по мощ на съсредоточения там американски флот.
Тъй като Сервера не успява да се срещне с параходите, които следва да го заредят с въглища, неговите кораби не успяват да достигнат укрепената Хавана. На 19 май испанските крайцери пристигат в Сантяго де Куба, където бързо са блокирани от американската ескадра на вицеадмирал Уилям Сампсон. На 3 юли 1898 г. Сервера опитва да пробие блокадата, което прераства в сражението при Сантяго де Куба, когато всички испански кораби са извадени от строй. „Инфанта Мария Тереза“ и „Алмиранте Окендо“ издържат в битката по-малко от час и обхванати от пожар са принудени да се насочат към брега, където да заседнат в плитчините – на 6,5 мили от Сантяго, „Бискай“ съумява да се отдалечи на 21 мили, преди и той да бъде принуден под вражеския обстрел да се насочи и заседне на брега.
При все, че имат шанс да избягат на бавните противникови броненосци, те не успяват да го направят заради обрастването на корпусите, лошото качество на въглищата натоварени в Сантяго и лошата работа на огнярите си. Испанската корабна артилерия се показала напълно непригодна за бой: „Затворите не се затварят, снарядите се заклинват в ствола, а ударниците не сработват. Едно от оръдията неуспешно се опитва да стреля седем пъти, преди да гръмне, друго – осем пъти“. Отделно на това голяма част от артилерията е извадена от строя от попадения или ударната вълна на американските снаряди и от обхванатите от пожари палуби.
След като получават 40 попадения от голям и среден, и 64 от малък калибър, испанските крайцери са принудени да прекратят борбата и да се предадат, въпреки че „нито едно попадение не поврежда важни механизми и конструкции“. Американските снаряди действително не могат да пробият дебелия бронепояс на крайцерите, но при попаденията в незащитените части на борда и надстройките се образуват огромни пробойни и разрушения („горните съоръжения са направени на парчета, а мостиците – унищожени“), има детонации в корпуса (предимно от уцелването на торпедното оборудване), разкъсани паропроводи, а противопожарните магистрали не смогват да доставят вода, с която да се потушат стремително разпространяващите се пожари. По мнение на флотския историк Х. Уилсън: „Очевидно американците се целят в централната част на кораба, за да предизвикат пожари на палубата на екипажа и каютите“.
Пожарите на крайцерите продължават и след като екипажите ги изоставят. На „Алмиранте Окендо“ и „Бискай“ има детонация на боеприпасите и това практически разрушава корабите. По-малко пострадалата „Инфанта Мария Тереза“ потегля за ремонт в САЩ, но на 1 ноември 1898 г., при буксиране към Норфолк, тя попада в буря и потъва близо до остров Кет.

## Оценка на проекта
Битката при Сантяго показва сериозните недостатъци на крайцерите от типа. Преди всичко – небоеспособната артилерия и остарялата система на брониране – тесен брониран пояс, който предпазва водолинията от повреди след попадения на големокалибрени снаряди, но няма никаква защита за надводната част на кораба дори от средния калибър на противника. Уязвимостта на корабите се подсилвала от изобилното количество на дървени детайли, поставянето на паропроводите над бронепалубата и многото торпедни апарати. Към достойнствата на типа следва да се отнесат добрата мореходност, която не може обаче да ги спаси, заради обрастването на дъното и лошото гориво, което използват при битката.